# Ryszard Gessing
Prof. dr hab. inż. Ryszard Stanisław Gessing (ur. 20 listopada 1935 roku w Świerżach) – polski automatyk i specjalista teorii sterowania, wykładowca Politechniki Śląskiej, profesor nauk technicznych.

## Życiorys
W 1959 roku ukończył studia o specjalności Automatyka i Telemechanika na Wydziale Elektrycznym Politechniki Śląskiej, uzyskując tytuł magistra inżyniera. Rok później został asystentem w Katedrze Podstaw Elektrotechniki Wydziału Elektrycznego. W 1965 roku uzyskał stopień naukowy doktora nauk technicznych, kończąc studia doktoranckie na Wydziale Automatyki Politechniki Śląskiej. Cztery lata później uzyskał stopień doktora habilitowanego, również na Wydziale Automatyki. W latach 1970–1980 sprawował funkcję Kierownika Studium Doktoranckiego. Od 1984 roku pełnił funkcję Kierownika Zakładu Teorii Sterowania. W latach 1984–1987 był Dziekanem Wydziału Automatyki, Elektroniki i Informatyki. W latach 1992–2006 sprawował funkcję Dyrektora Instytutu Automatyki Wydziału AEI. W 1976 i w  1989 roku, uchwałami Rady Państwa, został mianowany odpowiednio na profesora nadzwyczajnego i profesora zwyczajnego.

## Ważniejsze publikacje
- Zbiór zadań z teorii nieliniowych układów regulacji i sterowania, Wydawnictwa Naukowo-Techniczne, Warszawa 1981 (wspólnie z Michałem Latarnikiem i z Anną Skrzywan-Kosek).
- Teoria sterowania. Tom I. Układy liniowe, Wydawnictwo Politechniki Śląskiej, Gliwice 1984.
- Podstawy automatyki, Wyd. Pol. Śl., Gliwice 2001.
- Control fundamentals, Wyd. Pol. Śl., Gliwice 2004 (w języku angielskim).
- Estymacja i sterowanie statystycznie optymalne, Wyd. Pol. Śl., Gliwice 2005 (wspólnie ze Zdzisławem Dudą).
- Original Approach to the Design of Control Systems, Supported by Simulations, Wyd. Pol. Śl., Gliwice 2015 .

## Ważniejsze nagrody i odznaczenia

### Nagrody
- nagroda Ministerstwa Szkolnictwa Wyższego zespołowa I-go stopnia za pracę z dziedziny układów impulsowych (1964)
- nagroda Ministerstwa Oświaty i Szkolnictwa Wyższego indywidualna III-go stopnia za pracę habilitacyjną (1970)
- nagroda Ministerstwa Nauki, Szkolnictwa Wyższego i Techniki indywidualna I-go stopnia za pracę z dziedziny sterowania stochastycznie optymalnego (1981)
- nagroda Ministerstwa Nauki, Szkolnictwa Wyższego i Techniki zespołowa II-go stopnia za książkę Zbiór zadań z teorii nieliniowych układów regulacji i sterowania (1982)
- nagroda Ministerstwa Edukacji Narodowej zespołowa I-go stopnia za prace z dziedziny sterowania statystycznie optymalnego (1988)
- nagroda Ministerstwa Edukacji Narodowej zespołowa za cykl prac dotyczących projektowania, optymalizacji i sterowania złożonymi układami dynamicznymi (2000)
- nagroda Ministerstwa Nauki i Szkolnictwa Wyższego za całokształt osiągnięć naukowych i dydaktycznych (2006)[6].

### Odznaczenia
- Krzyż Kawalerski Orderu Odrodzenia Polski (1981)[4]
- Medal Komisji Edukacji Narodowej (1996))[4]
- Krzyż Oficerski Orderu Odrodzenia Polski za wybitne zasługi w pracy naukowej i dydaktycznej (2000)[7]